# Gaspard le bandit
Gaspard le bandit est un téléfilm français tourné en 2006 par Benoît Jacquot et diffusé en 2007 sur Arte.
Le téléfilm raconte les péripéties du célèbre bandit provençal Gaspard de Besse. 

## Synopsis
Au XVIIIe siècle, Gaspard le bandit sévit sur les routes et les chemins de Provence. Il est un héros pour la population et un fléau pour les forces de l'ordre. Épris d'aventures et d'une vie au galop, l'irrésistible justicier fait battre le cœur des dames. Mais, lors d'une attaque de diligence, l'homme est trahi par un membre de sa bande. Il manque de trépasser sous les yeux de la belle Anne de Morières, la jeune épouse du président de région, son pire ennemi. Lors de ses prétendues funérailles, caché sous un déguisement, il l'aperçoit, sublime, lumineuse. Une fois remis en selle, le bandit reprend ses douteuses activités.

## Fiche technique
- Réalisation : Benoît Jacquot, assisté d'Antoine Santana
- Scénario : Jacques Bens (d'après son livre Gaspard de Besse) et Louis Gardel
- Production : France 2 (FR2) - Sodaperaga Productions - TV5
- Date de diffusion : 24 août 2007 sur arte

## Distribution
- Jean-Hugues Anglade : Gaspard
- Natacha Régnier : Anna de Morières, la jeune épouse du président de région
- Jean-Pierre Jorris : Monsieur de Morières, le président de région
- Vladimir Consigny : Antoine, le jeune de la bande
- Armelle Deutsch : Marinette, la belle fille de la bande
- Jean-Marc Stehlé : Maraval
- Vimala Pons : Magali, la servante d'Anna
- Patrick Lizana : Grégoire Pierron
- Gilles Masson : Jacquou
- Martine Chevallier : Amandine de Varade
- Joséphine Derenne : la mère supérieure
- Michel Fau : Riboux "le hibou", le receveur de Draguignan
- Louis-Do de Lencquesaing : le banquier
- Michaël Abiteboul : Claude Portanier
- Denise Aron-Schropfer : la vieille domestique
- Charles Barrière : le maître d'hôtel
- Jean-Claude Baudracco : le marchand de vin
- Martial Bezot : Benoît
- Jean-Claude Bolle-Reddat : Masseboeuf
- Bernard Cassus-Soulanis : Gilly
- Daniel Cassez : Cocher
- Bernard Cheron : Corbin
- Christiane Conil : Dame
- Alain Connan : un assesseur
- Joseph Cordier : Justin Portanier
- Alexandre Didier : Cocher diligence
- Hugues Dal Magro : Didier
- Jean-Pierre Gourdain : le valet du banquier
- Roger Guidone : le douanier
- Richard Hélard : un assesseur
- Alma Jodorowsky : Mathilde de Varade
- Patrick Kaplan : l'aubergiste
- Christophe Kourotchkine : le lieutenant de police
- Cyril Lavenue : le cocher voiture gendarmes
- Manuel Le Lièvre : Joseph Auglas
- Marika Linard : une dame
- Stefo Linard : le bourreau
- Robert Lucibello : le curé
- Perkins Lyautey : Désiré
- Nadine Madeuf : la vieille servante
- Ivan Madonia : un geôlier
- Marc Mercier : doublure Jacquou
- Jean-Marie Mondini : un valet
- René Morard : le vieux domestique
- Pierre Palmi : Louison
- Vincent Schmitt : le sergent
- Guy Séligmann : un assesseur
- Samuel Sogno : le secrétaire de Morières
- Patrick Tardif : un cocher
- Marie-Claire Trebor : une dame
- Léa Wiazemsky : Sœur tourière
- Claire Winding : une servante auberge

## Autour du téléfilm
Le téléfilm a été tourné dans le département  du Vaucluse
- Apt
- Buoux
- Gargas
- Gignac
- Ménerbes
- Saint-Saturnin-lès-Apt
- Parc naturel régional du Luberon